# SimPC

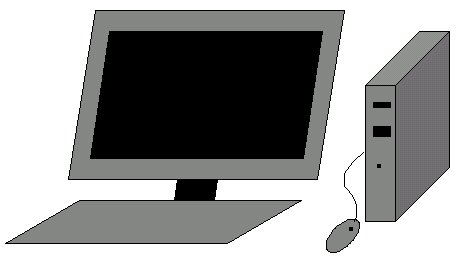
Een SimPC desktop bestaat in principe alleen uit een computer, een beeldscherm, een toetsenbord en een muis, met internetaansluiting

SimPC is een computersysteem dat geleverd wordt door het Nederlandse bedrijf Secure Internet Machines. Het bestaat uit computerhardware en een abonnement op het gebruik van de bijbehorende computersoftware. Het systeem werd gelanceerd op 30 augustus 2005 door in ontvangst nemen van de eerste SimPC door toenmalig minister Laurens Jan Brinkhorst van Economische Zaken.

## Doelgroep
SimPC wordt voornamelijk gebruikt door mensen die weinig willen weten van de achterliggende technieken en vooral niet voor verrassingen willen komen te staan. In de praktijk zijn dat vooral ouderen, die pas op latere leeftijd de computer gaan gebruiken. De bediening gebeurt daarom via een menu met extra duidelijke knoppen, waarbij bij elke knop de functie precies is aangegeven met een afbeelding en een tekst. Bovendien wordt er gewerkt met relatief grote letters om goed te kunnen lezen en zijn de instructies aangepast aan mensen die nooit eerder met een computer hebben gewerkt.

## Geschiedenis
SimPC is ontwikkeld door Stefan Hoevenaar en Rob Rooken, oprichters van het bedrijf. De ontwikkeling is gestart in april 2004. Vanaf maart 2005 werkten studenten van diverse universiteiten en hogescholen als freelancer of als stagiair mee aan de ontwikkeling.

## Hardware
Van de hardware bestaan drie uitvoeringen: desktop voor vaste opstelling, laptop om overal, ook buitenshuis, te kunnen werken en een versie met een aanraakscherm. Het gaat daarbij om een aangepaste pc zonder harde schijf (maar met in plaats daarvan een aansluiting op het internet), de desktop uitvoering met een beeldscherm, toetsenbord en een muis. De computer beschikt over USB aansluitingen, bestanden als foto's en documenten kunnen vanaf een USB-stick langs die weg ook in het systeem worden opgeslagen en met het aansluiten van een printer kunnen ze ook worden afgedrukt. Doordat er geen ventilator nodig is voor de koeling van de processor en de harde schijf is het apparaat veel stiller dan voor een pc gebruikelijk. Dit is mede van belang voor mensen met een hoortoestel. Bovendien gebruikt een simPC daardoor veel minder stroom dan een standaard desktop-pc, gemiddeld 70% minder.
De versie met een aanraakscherm biedt de mogelijkheid om berichten te laten voorlezen door de computer.

## Software
De essentiële software is opgeslagen in chips op het moederbord van de computer. Om te voorkomen dat er onverwachte dingen gebeuren doordat programma's niet goed samenwerken, is er voor de veiligheid voor gekozen dat de gebruiker zelf geen programma's kan installeren. De SimPC is geen zogenaamde 'thin client': de internetbrowser, kantoorapplicaties, chatten en bellen draaien lokaal en niet op een centrale server. Het bijbehorend abonnement op de software dient om die computerprogramma's via het net te kunnen onderhouden en het opslaan te verzorgen. Het besturingssysteem van de SimPC is gebaseerd op Gentoo Linux en werkt grotendeels met open source software.

## Abonnement
De gebruiker betaalt via een abonnement voor:
- toegang tot het internet via een internetbrowser (Mozilla Firefox)
- een persoonlijk e-mailadres (dit is een elektronische brievenbus, bijvoorbeeld: jansen@simpc.nl)
- chatten
- bellen (Voice over IP)
- internetbankieren
- een online fotoalbum
- kantoorapplicaties met Open Office, zoals een tekstverwerker, spreadsheet, database, presentaties maken enz.
- spelletjes
- telefonische en online ondersteuning door het servicecentrum
- 5 Gb ruimte op de centrale opslag voor het opslaan van bestanden en documenten, inclusief een reservekopie van alle bestanden, foto's en e-mail

In het abonnement zit ook het onderhoud van de software, waaronder de nieuwste versies van programma’s, bescherming tegen virussen en ongewenste e-mails.
De meeste software die gebruikt wordt is gratis te verkrijgen, men betaalt voor de ondersteuning.
Alternatief is deze software op een gewone pc te (laten) installeren en automatische updates te activeren. Als men daarna zelf niets installeert is dit feitelijk net zo veilig en gemakkelijk, maar wel een stuk goedkoper.

## Trivia
In december 2005 werd de simPC door een panel van NRC Handelsblad verkozen tot het beste nieuwe Nederlandse product van 2005.